# Martha Cecilia Gómez
Martha Cecilia Gómez (Pereira, Colombia,3 de febrero de 1962) es una médica veterinaria y científica colombiana, reconocida por su investigación en clonación animal.

## Biografía

### Estudio
Cecilia Gómez obtuvo su título en Medicina Veterinaria en 1985. Más adelante realizó un Doctorado en Reproducción Animal en la Universidad de Sídney, cursando su estancia postdoctoral en la Universidad Estatal de Louisiana. Realizó además programas de formación complementaria en instituciones como el Centro de Investigación Príncipe Felipe en España y el Instituto de Investigación WiCell en Estados Unidos.

### Formación
A comienzos de la década de 1990 se vinculó profesionalmente con el Departamento Administrativo de Ciencia, Tecnología e Innovación COLCIENCIAS, oficiando como investigadora. En 1999 se vinculó a la National Audubon Society, donde empezó a desarrollar proyectos de investigación enfocados en el aislamiento, caracterización y cultivo de células espermatogoniales del gato doméstico. Paralelamente ofició como docente e investigadora en la Universidad Estatal de Louisiana. Sus esfuerzos investigativos se han centrado en el tratamiento de enfermedades con pruebas animales en especímenes diferentes al ratón. En 2008 realizó la clonación de un gato salvaje, convirtiéndose en la primera científica colombiana en lograrlo. Este proyecto se convirtió en un modelo de investigación para el tratamiento de enfermedades humanas como la fibrosis quística, el VIH y el Alzheimer. En la actualidad se encuentra colaborando con el zoológico de San Diego, desarrollando un proyecto para la clonación y conservación del rinoceronte blanco, especie en peligro de extinción.